# Avenue Charles Brassine
L'avenue Charles Brassine est une rue bruxelloise de la commune d'Auderghem qui est située dans le quartier de la Chasse Royale, elle relie la rue de la Chasse Royale au boulevard du Triomphe sur une longueur de 200 mètres. La numérotation des habitations va de 1 à 37 pour le côté impair et de 8 à 46 pour le côté pair.

## Historique et description
Cette rue traverse de part en part la propriété de l'ancien bourgmestre Charles Madoux, qui y possédait une pépinière. Madoux avait épousé une petite-fille du lieutenant-général Jacques-Joseph Brassine. Elle fut aménagée en 1927.
Son petit-fils Charles était volontaire pendant la Première Guerre mondiale. Les parents de Charles Brassine, Marie-Charlotte-Emilie Goyens de Heusch et Jacques-Joseph Brassine, étaient propriétaires du terrain sur lequel la rue fut tracée et à laquelle on a finalement donné son nom.

### Origine du nom
Le nom vient du lieutenant Charles Eugene Marie Joseph Brassine, né le 12 janvier 1882 à Berchem, tué le 8 janvier 1918 à Amersfoort aux Pays-Bas lors de la première guerre mondiale. Il était domicilié en la commune d'Auderghem.

## Situation et accès
| ___ | Ce site est desservi par les stations de métro : Delta et Hankar. |

## Inventaire régional des biens remarquables
En 1928, Louis Van Cutsem y bâtit une villa au no 38. L'immeuble se transforma rapidement en une petite usine où étaient construites les machines à laver L.V.C. dont il détenait le brevet. Le bâtiment est devenu aujourd'hui un immeuble à appartements qui porte toujours les traces de sa fonction antérieure. 
L'architecte Louis Herman De Koninck adapta pour la première fois la technique dite du voile de béton lors de la construction de la maison no 17 (couche peu épaisse de béton coulé entre deux coffrages). En 1928, ce fut une primeur pour la Belgique.